# عدسی راستاساز یا جبرانی

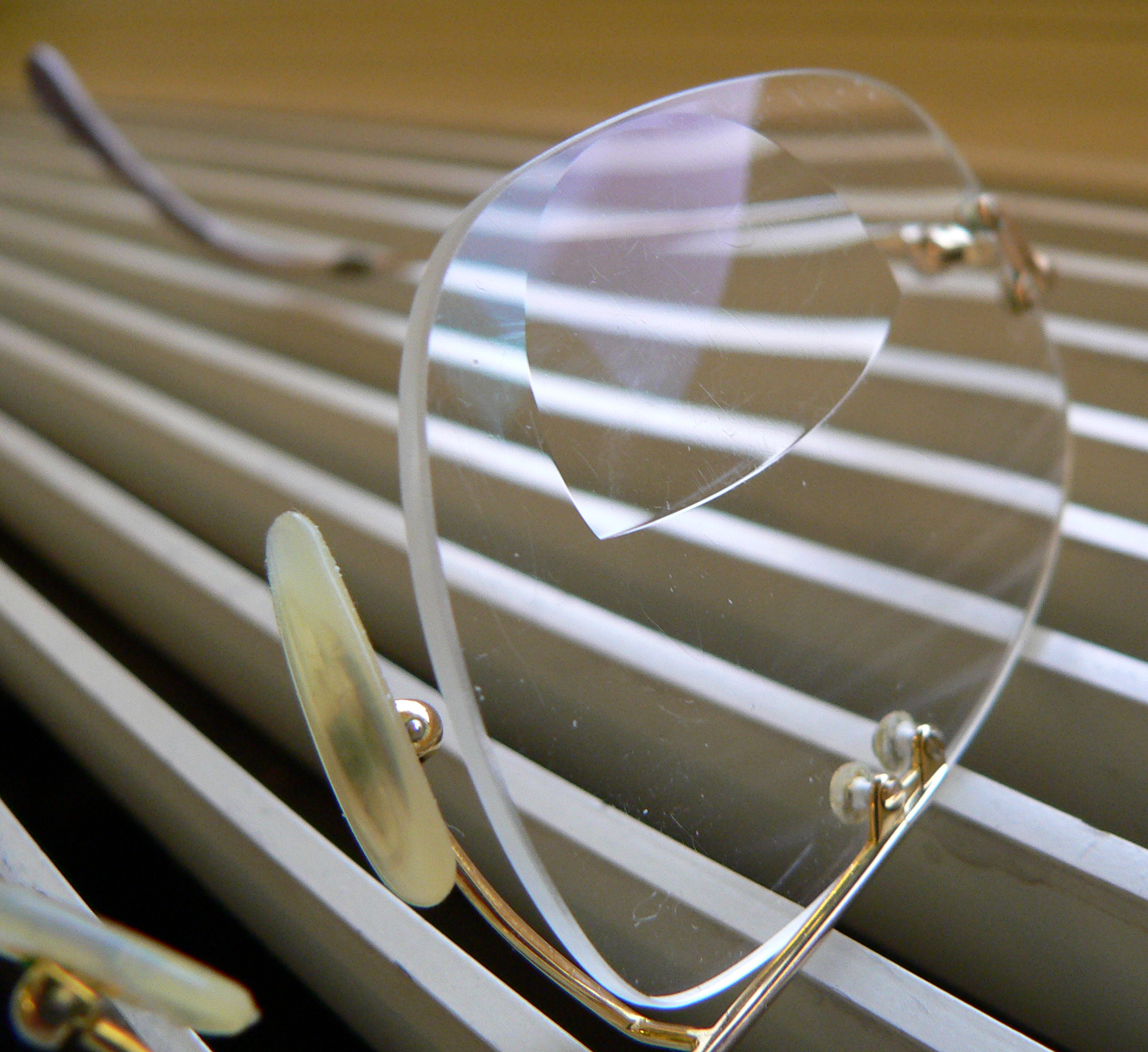
یک عدسی عینک راستاساز دو کانونی

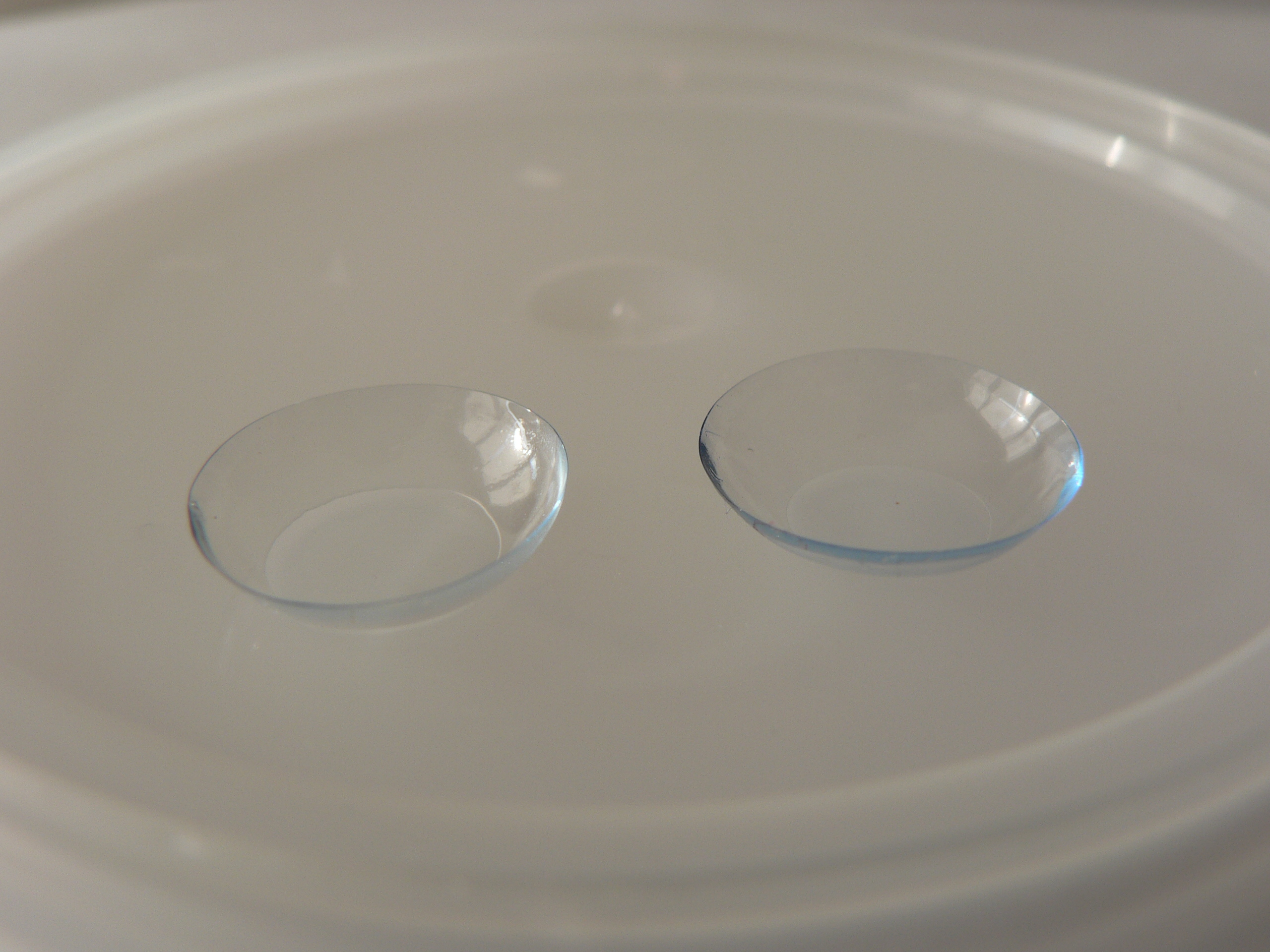
یک جفت عدسی (لنز) تماسی، با جهت مقعر رو به بالا

عدسی راستاساز عدسی (دستگاه بصری انتقال دهنده) است که معمولاً برای بهبود دید روزانه با گذاشتن در جلو چشم استفاده می‌شود. رایج‌ترین کاربرد آن برای درمان عیوب انکساری مانند:نزدیک بینی، هایپرمتروپی، آستیگماتیسم و پیرچشمی است. این نوع عینک روی صورت و در فاصله کمی از جلوی چشم زده می‌شود. اما عدسی یا لنزهای تماسی مستقیماً روی سطح چشم قرار می‌گیرند. عدسی یا لنزهای درون چشمی معمولاً پس از برداشتن آب مروارید از طریق جراحی کاشته می‌شوند، اما می‌توان از آنها برای اهداف صرفاً انکساری استفاده کرد.